# قلاکتی
قلاکتی، روستایی است از توابع بخش دابودشت شهرستان آمل در استان مازندران ایران.

## جمعیت
این روستا در دهستان دابوی جنوبی قرار دارد و براساس سرشماری مرکز آمار ایران در سال ۱۳۸۵، جمعیت آن ۷۸ نفر (۱۶خانوار) بوده‌است.